# Novyi Mir
Novy Mir (em russo: Новый мир; romaniz.: Novyi Mir, significando em português "Novo Mundo") é uma revista grossa mensal em língua russa.

## História
Novy Mir é publicada em Moscou desde janeiro de 1925. A revista foi criada com inspiração na popular revista literária pré- soviética Mir Bozhy ("Mundo de Deus"),  que foi publicada de 1892 a 1906, e na sua continuação, Sovremenny Mir ("Mundo Contemporâneo"),  que foi publicada de 1906 a 1917.

### A primeira editoria de Simonov (1946-1950)
O escritor russo Konstantin Simonov se tornou Editor em Chefe em 1946, e recebeu permissão de Stalin para aumentar o número de páginas da revista, mas teve negado um pedido para aumentar o número de volumes em circulação. Ele também pediu permissão para publicar histórias de Mikhail Zoshchenko, que tinha apenas sofrido perseguição durante a Doutrina Zhdanov. Em 1948, ele publicou Longe de Moscou, de Valeri Azhaev, que se tornou um clássico do socialismo realismo. O romance desde então foi reavaliado, com a descoberta de um código secreto nos arquivos do autor pelo historiador alemão Thomas Lahusen.
Em 1950, Simonov deixou a Novyi Mir para assumit a editoria de outra revista grossa, Literaturnaya Gazeta.

### A primeira editoria de Tvardovski (1950-1954)
O poeta russo Aleksandr Tvardovski assumiu a editoria da revista Novyi Mir em 1950, e modificou o seu perfil cultural, publicando obras mais arriscadas, e que foram consideradas como dissidentes pelo governo. A sua influência foi tamanha que a historiadora francesa Cecile Vaissié alegou que sem ele, os anos 60 na Rússia teriam sido radicalmente diferentes.
Durante a primeira editoria de Tvardovsky, ele enfrentou duas grandes controvérsias, devido à publicação do romance Por uma Causa Justa, de Vasili Grossman, e do artigo Sobre Sinceridade na Literatura, de Vladimir Pomerantsev. O artigo, principalmente, foi visto como um ataque ao Realismo Socialista, que seria desprovido de sinceridade. Depois das duas polêmicas, Tvardovski foi removido como Editor-em-Chefe, e Simonov retornou ao posto.

### A segunda editoria de Simonov (1954-1957)
A publicação mais famosa da segunda editoria de Simonov foi o romance Nem Só de Pão Vive o Homem, de Vladimir Dudintsev.
O escândalo da publicação de Doutor Jivago também atingiu a revista. Boris Pasternak tinha submetido o manuscrito à Novyi Mir, e meses depois recebeu a notícia que eles resolveram não publicar o romance. Quando ele foi publicado pela editora Feltrinelli, em Milão, e o autor começou a ser atacado pela imprensa soviética, a Novyi Mir recebeu centenas de cartas de leitores a esse respeito. Alguns leitores condenaram a revista por ter aceito outros trabalhos de Pasternak, enquanto outros condenaram a decisão, declarando que o público soviético era maduro o bastante para ler uma crítica da Revolução de 1917. Essas cartas se tornaram famosas entre a intelligentsia soviética, já que os autores não tinham lido o romance, gerando a expressão "Eu não li, mas quero opinar" (em russo: Не читал, но скажу). A revista publicou na íntegra a carta de rejeição a Doutor Jivago, tentando se distanciar da polêmica.

### A segunda editoria de Tvardovski (1957-1970)
Tvardovski aceitou retornar à revista com a condição de poder escolher o seu conselho editorial. A partir desse momento, ele perseguiu uma política ainda mais liberal.
Em Novembro de 1962, a revista publicou o romance Um Dia na Vida de Ivan Denisovich, de Aleksandr Soljenitsin. A publicação causou uma reação enorme do público, que enviou centenas de cartas à redação. Eles também receberam centenas de memórias e romances sobre o GULAG, recusando a publicação de vários outras obras que depois se tornaram simbólicas do período, como Sofia Petrovna, de Lidiia Chukovskaia, e Into the Whirlwind, de Evgenia Ginzburg.
O julgamento dos escritores Andrei Siniavskii e Yuli Daniel, considerado um dos eventos que pôs fim ao Degelo de Khrushchev, também afetou a revista, já que Siniavskii era membro do corpo editorial e amigo de Tvardovskii. A revista também publicou uma carta aberta de Larisa Bogoraz, esposa de Daniel, e famosa ativista pelos direitos humanos.
Em 66, outra controvéria envolveu a publicação de Lendas e Fatos da História Soviética, que questionava a historicidade de vários mitos fundadores da União Soviética, como o salvo do navio Aurora, as batalhas de Pskov e Narva durante a Segunda Guerra, e os 28 Panflovitas, a história de 28 soldados que cometeram uma ação suicida para parar tanques alemães durante a Segunda Guerra, que ele apontou como uma fabricação.
Em 1970, Tvardovskii perdeu a editoria da Novyi Mir. Ele faleceu pouco tempo depois.

### Estagnação e Perestroika
Com a nomeação de Sergey Zalygin em 1986, no início da perestroika, a revista praticou críticas cada vez mais ousadas ao governo soviético, incluindo figuras como Mikhail Gorbachev . Também publicou ficção e poesia de escritores anteriormente proibidos, como George Orwell, Joseph Brodsky e Vladimir Nabokov .

## Editores-chefes
- Ivan Skvortsov-Stepanov (1925–1926)
- Viatcheslav Polonsky (1926–1931)
- Ivan Gronsky (1931–1937)
- Vladimir Stavsky (1937–1941)
- Vladímir Shcherbina (1941–1946)
- Konstantin Simonov (1946–1950)
- Aleksandr Tvardovski (1950–1954)
- Konstantin Simonov (1954–1957)
- Aleksandr Tvardovski (1958–1970)
- Valéry Kosolapov (1970–1974)
- Sergei Narovchatov (1974–1981)
- Vladimir Karpov (1981–1986)
- Serguei Zalygin (1986–1998)
- Andrei Vasilevsky (1998- )

## Autores contemporâneos
Hoje, a Novy Mir é considerada uma das principais revistas literárias russas e é conhecida por ter uma orientação liberal.